# Leif Andersson (zapaśnik)
Leif Valter Andersson (ur. 13 października 1949 w Arboga) – szwedzki zapaśnik walczący przeważnie w stylu klasycznym. Dwukrotny olimpijczyk. Czwarty w Montrealu 1976 i Moskwie 1980 w kategorii 82 kg w stylu klasycznym.
Szósty na mistrzostwach świata w 1974. Mistrz Europy w 1973, a drugi w 1980. Pierwszy w Pucharze Świata w 1980. Dziewięć razy na podium mistrzostw nordyckich w latach 1968 – 1979 roku.
Brat Rolanda Anderssona, zapaśnika i olimpijczyka z Monachium 1972.